# 黎兆榮 (足球運動員)

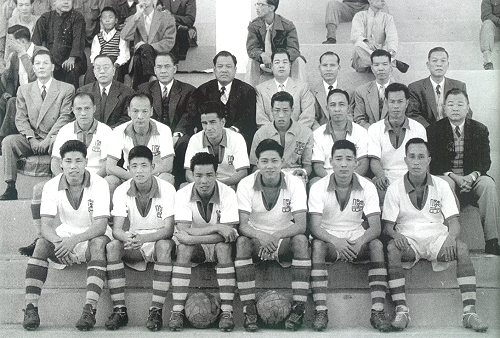
1959年傑志足球隊，黎兆榮（第二排最右）

黎兆榮，LAI Shiu Wing（1917年—1988年7月26日），綽號「佛爺」。已故香港足球運動員，司職輔鋒，曾兩度奪得香港甲組足球聯賽神射手。他是前中華民國足球隊的球員，曾獲選入1948年倫敦奧運大軍。退役後曾先後擔任中華民國與香港隊教練。

## 生平
黎兆榮15歲便加盟香港老牌足球隊南華，最初效力丙組隊，翌年被提升上乙組隊，再升上甲組隊，司職輔鋒。1940年轉投星島。
戰後第一屆香港甲組足球聯賽，黎兆榮加盟東方，榮膺戰後香港第一屆甲組聯賽神射手。1946-47年度球季，黎兆榮重返星島，並且成功蟬聯甲組聯賽神射手寶座。1947-48年度球季，再轉投傑志。
1948年倫敦奧運，黎兆榮入選中華民國大軍，不過並未獲派上陣。
1948-49年度球季，黎兆榮重返母會南華效力。一季後又返回傑志，直至1954年，年屆三十七歲才結束球員生涯。
退役後，1954年馬尼拉亞運會擔任中華民國助教，在1956年第一屆亞洲盃時，曾擔中華民國教練。其後曾任香港足球代表隊的教練。
1988年7月26日病逝於香港基督教聯合醫院。

## 著作
- 《足球位置踢法》，1966
- 《現代足球訓練法》，1965

## 相關文獻
- 香港足球總會百周年球星選舉紀念特刊